# Ringing (album)
Pour les articles homonymes, voir Ringing.
Albums de Yui Sakakibara
Bloody Tune
(2010) Fractal
(2012)
Ringing est le 7e album de Yui Sakakibara, sorti sous le label LOVE×TRAX Office le 24 août 2011 au Japon. Il arrive 57e à l'Oricon et reste classé deux semaines. Il sort en format CD et CD+DVD.

## Liste des titres
| 1.  | Decoration                                        | 3:54 |
| 2.  | Change&Chance!                                    | 4:18 |
| 3.  | Na.I.Sho No Koi (ナ・イ・ショの恋)                | 3:23 |
| 4.  | Hare Nochi Hare Nochi Hare (晴れのち晴れのち晴れ) | 3:58 |
| 5.  | Comfort (コンフォート)                            | 5:13 |
| 6.  | my only prince                                    | 3:46 |
| 7.  | Blue Horizon                                      | 4:23 |
| 8.  | Moonlight -Romeo.number-                          | 4:48 |
| 9.  | Personal Space (パーソナルスペース)               | 3:51 |
| 10. | Treue-Sourei No Senkou- (TREUE-蒼麗の閃光-)       | 5:03 |
| 11. | chuchuX2                                          | 3:49 |
| 12. | Highvision (HIGHVISION)                           | 4:46 |
| 13. | Sparkle!                                          | 4:51 |
| 14. | Realythm 〜dance remix〜                          | 5:41 |

| 1. | Decoration |  |
| 2. | Making of  |  |